# Aspen (Colorado)
Aspen ist eine City im US-amerikanischen Bundesstaat Colorado, der Verwaltungssitz des Pitkin County und liegt rund 200 Kilometer südwestlich von Denver am Roaring Fork River.
Das U.S. Census Bureau hat bei der Volkszählung 2020 eine Einwohnerzahl von 7004 ermittelt.
Die Stadt war im 19. Jahrhundert Zentrum eines Silber-Bergbaugebiets. Heute beherbergt Aspen eines der bekanntesten Skigebiete Nordamerikas. Es besteht aus vier nicht mit Liften verbundenen Teilen: Aspen Mountain, Aspen Highlands, Buttermilk und Snowmass.
Aspen ist laut Angaben des Forbes-Institutes die reichste Stadt der Vereinigten Staaten und zudem eine der reichsten der Welt. Der Durchschnittspreis eines Hauses in Aspen liegt bei über 1,5 Millionen US-Dollar.
In Aspen sind drei international bedeutende Institutionen beheimatet: das Aspen Music Festival and School, das Aspen Institute und das Aspen Center for Physics. Das Aspen Music Festival wird seit 1949 jeden Sommer veranstaltet.

## Geographie
Aspen liegt rund 65 Kilometer südöstlich von Glenwood Springs in einem Flusstal zwischen den Elk Mountains und der Sawatch Range, zwei Teilgebirgen der Rocky Mountains. Durch die Stadt fließt der Roaring Fork River, ein Nebenfluss des Colorado Rivers. Innerhalb des Roaring Fork Valley ist Aspen an drei Seiten von Bergen umgeben: Im Norden liegt der Red Mountain, im Osten der Smuggler Mountain und im Süden der Aspen Mountain.

### Klima
|                       | Jan   | Feb   | Mär  | Apr  | Mai  | Jun  | Jul  | Aug  | Sep  | Okt  | Nov  | Dez   |   |      |
| Mittl. Tagesmax. (°C) | 0     | 2,2   | 6,7  | 12,8 | 17,8 | 24,4 | 28,9 | 27,8 | 22,2 | 14,4 | 6,7  | 0     | ⌀ | 13,7 |
| Mittl. Tagesmin. (°C) | −15,0 | −12,8 | −7,2 | −1,7 | 3,3  | 7,2  | 10,6 | 9,4  | 4,4  | −1,1 | −7,7 | −13,9 | ⌀ | −2   |
|                       |       |       |      |      |      |      |      |      |      |      |      |       |   |      |
| Sonnenstunden (h/d)   | 6,5   | 7,4   | 8,4  | 8,8  | 9,7  | 11,3 | 11,6 | 10,5 | 9,3  | 7,5  | 6,2  | 6     | ⌀ | 8,6  |
|                       |       |       |      |      |      |      |      |      |      |      |      |       |   |      |
| Regentage (d)         | 5     | 6     | 8    | 8    | 9    | 6    | 6    | 4    | 5    | 4    | 5    | 4     | Σ | 70   |

| −15,0 |

| −12,8 |

| −7,2 |

| −1,7 |

| 3,3 |

| 7,2 |

| 10,6 |

| 9,4 |

| 4,4 |

| −1,1 |

| −7,7 |

| −13,9 |

| −15,0 |

| −12,8 |

| −7,2 |

| −1,7 |

| 3,3 |

| 7,2 |

| 10,6 |

| 9,4 |

| 4,4 |

| −1,1 |

| −7,7 |

| −13,9 |

## Geschichte
1879 wurden hier erstmals Silbervorkommen entdeckt, nachdem ein Vertrag mit dem Stamm der Ute den westlichen Teil Colorados zugänglich gemacht hatte. Wegen des schwierigen Zugangs entwickelte sich der Bergbau nur langsam; erst als die Bahnlinie 1887 bis Aspen verlängert wurde, wuchs die Bevölkerung auf 12.000 Einwohner. Auf dem Höhepunkt des Silberbooms 1892 wurde Silbererz im Wert von neun Millionen US-Dollar gefördert, Aspen war damit das produktivste Gebiet für Silberabbau der USA. Im selben Jahr wurde die heutige City Hall erbaut, 1893 verfügte Aspen bereits über Banken, ein Krankenhaus, eine Polizeistation, zwei Theater, eine Oper und elektrisches Licht. Die Wirtschaftskrise von 1893 führte jedoch dazu, dass viele Silberbergwerke schließen mussten und Tausende ihre Arbeitsstelle verloren. Bis 1930 ging die Einwohnerzahl Aspens auf 705 Einwohner zurück. Jedoch verfügte die Stadt noch immer über Gewerbegebäude und Wohnhäuser, weshalb Investoren an der Errichtung eines Skigebietes interessiert waren. 1946 wurde die Aspen Skiing Company gegründet und veranstaltete 1950 die Alpinen Skiweltmeisterschaften.

## Historische Bauwerke

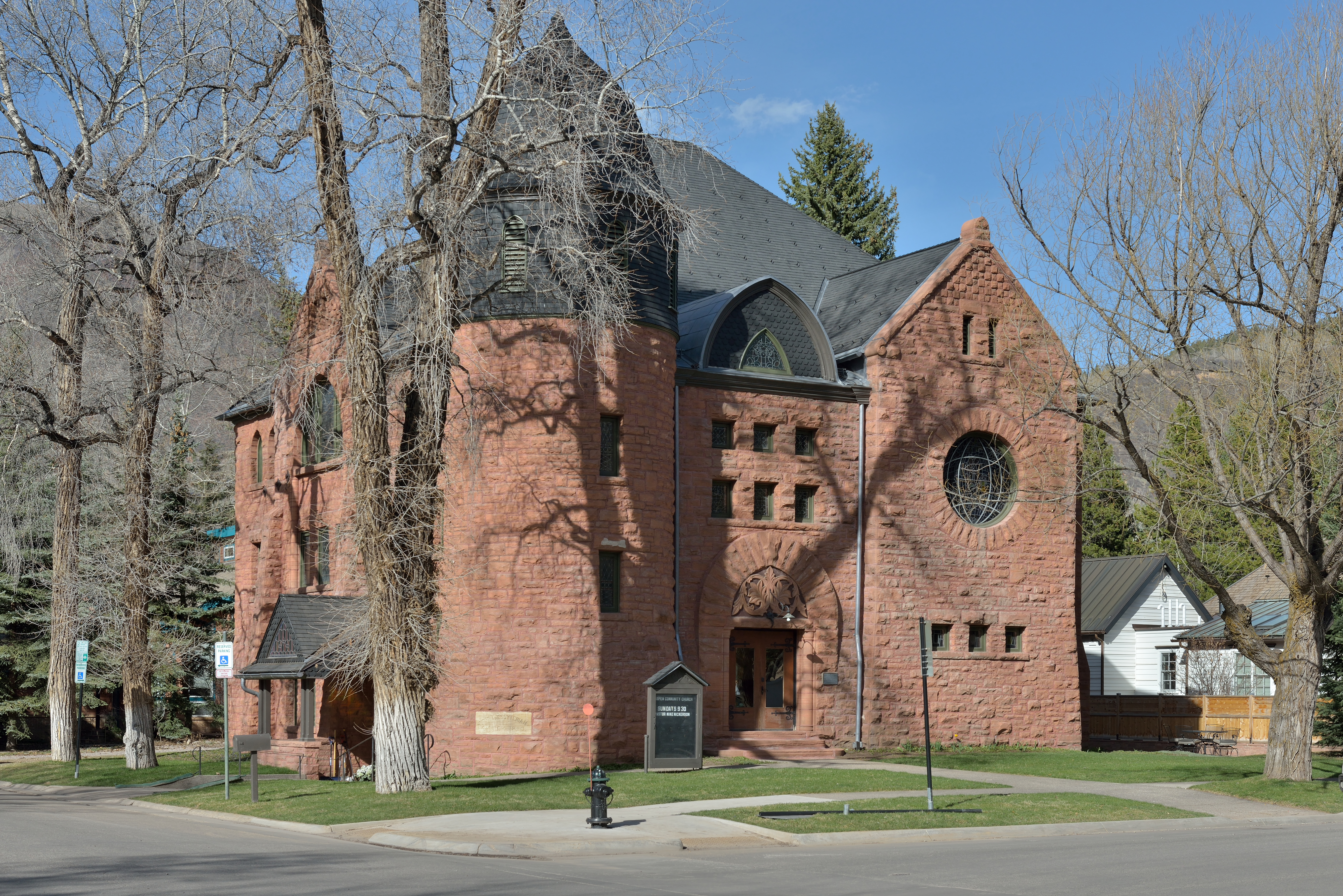
Aspen Community Church
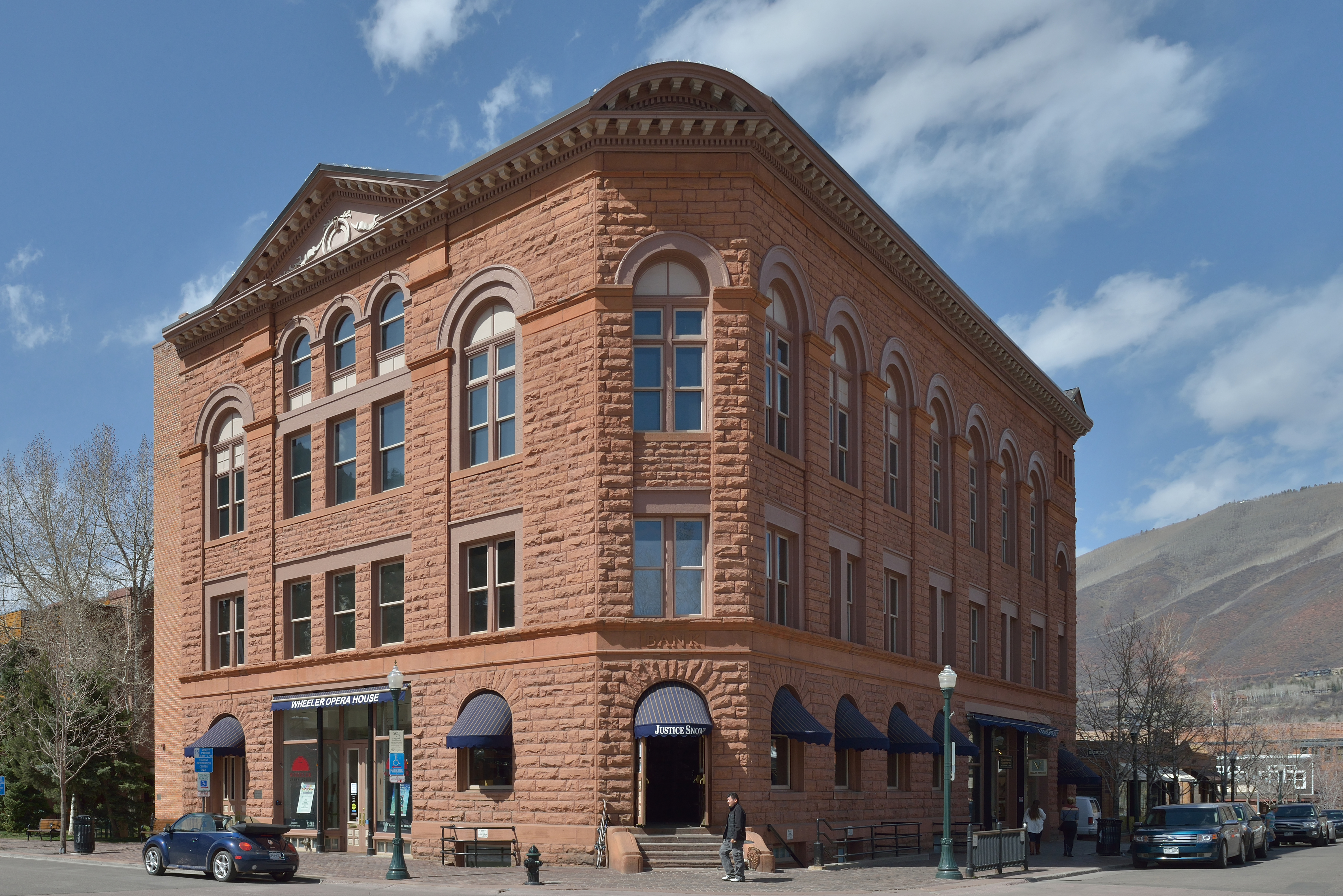
Wheeler Opera House
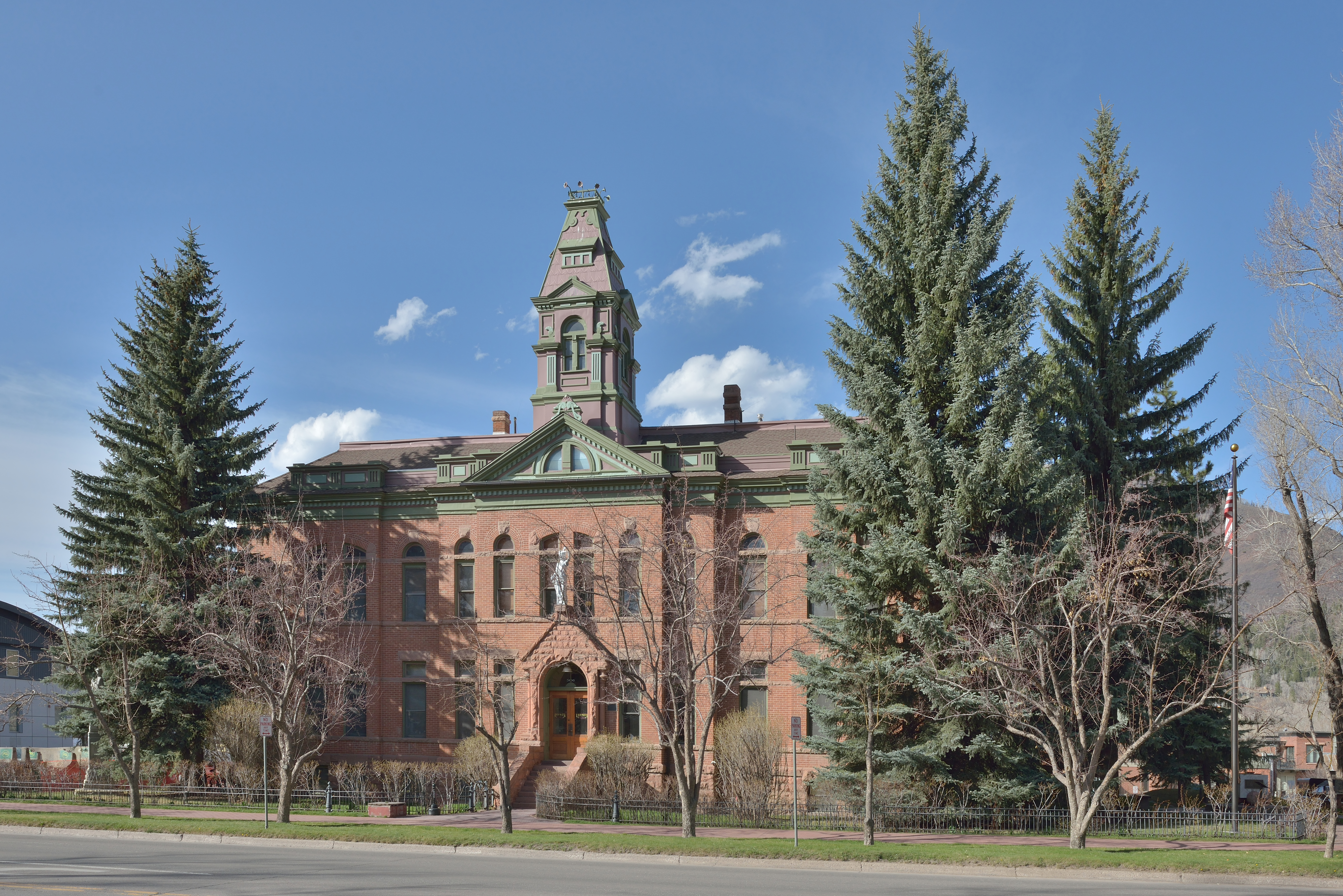
Pitkin County Courthouse
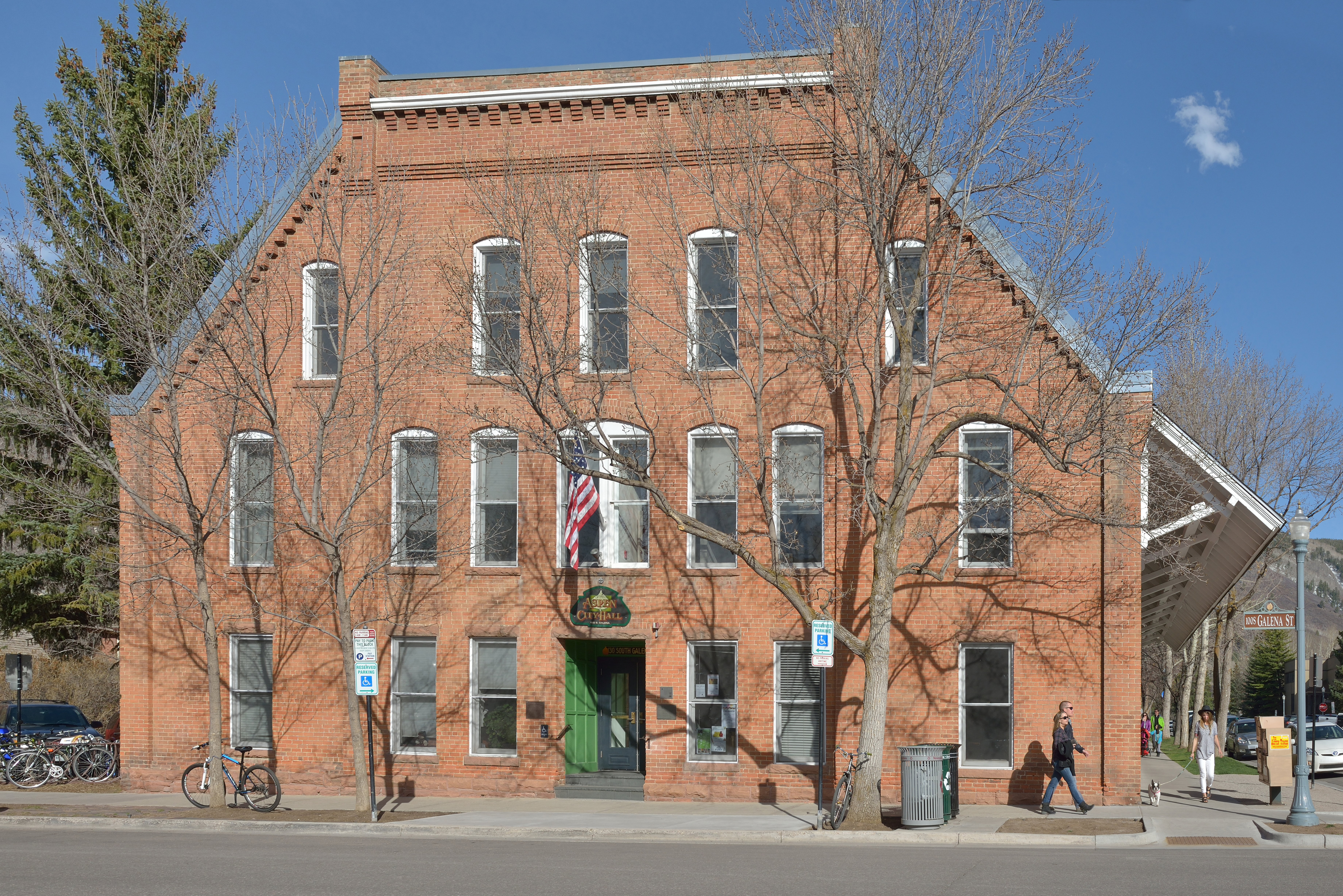
Armory Hall or Fraternal Hall (Gemeindehaus)
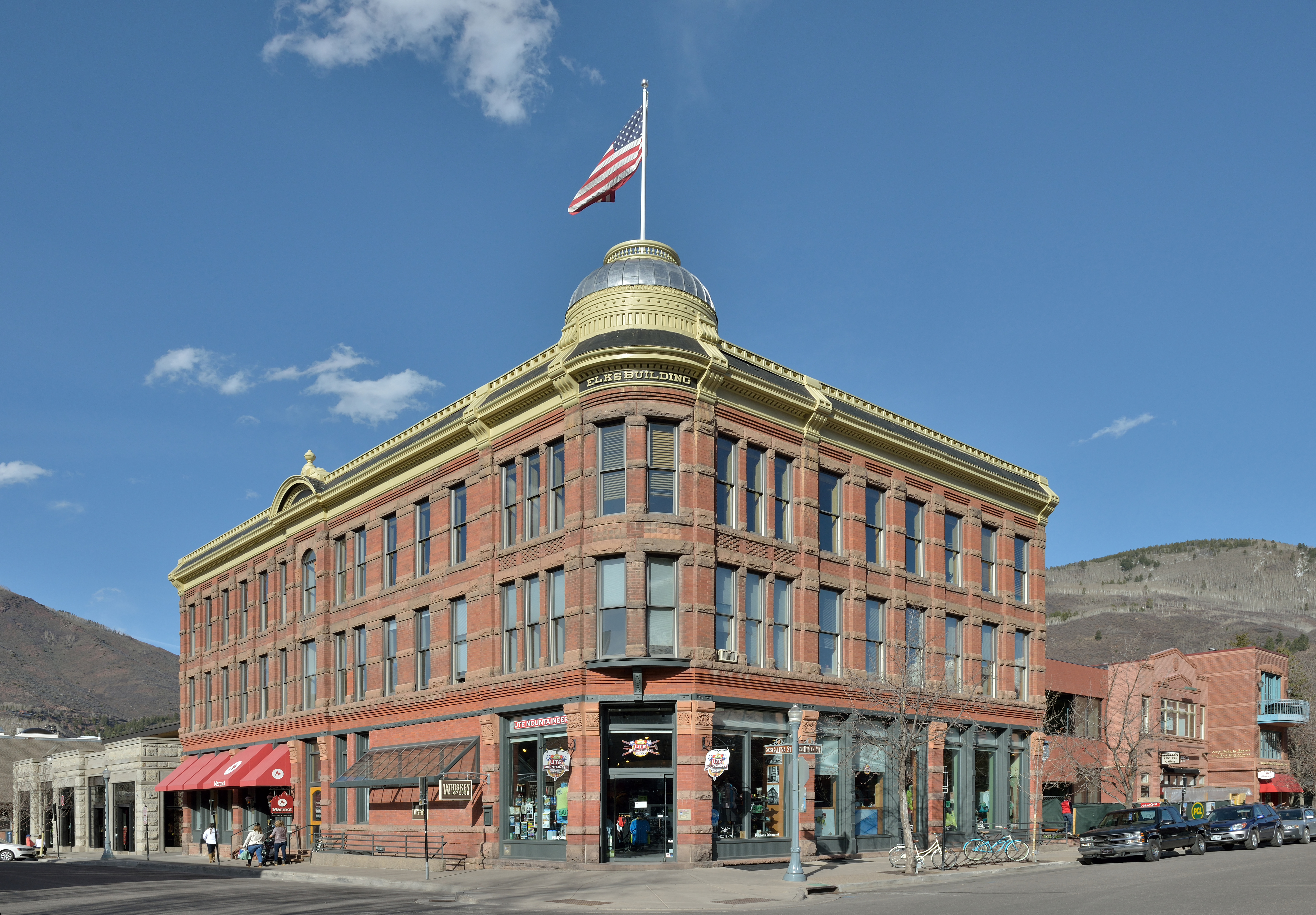
Elks building
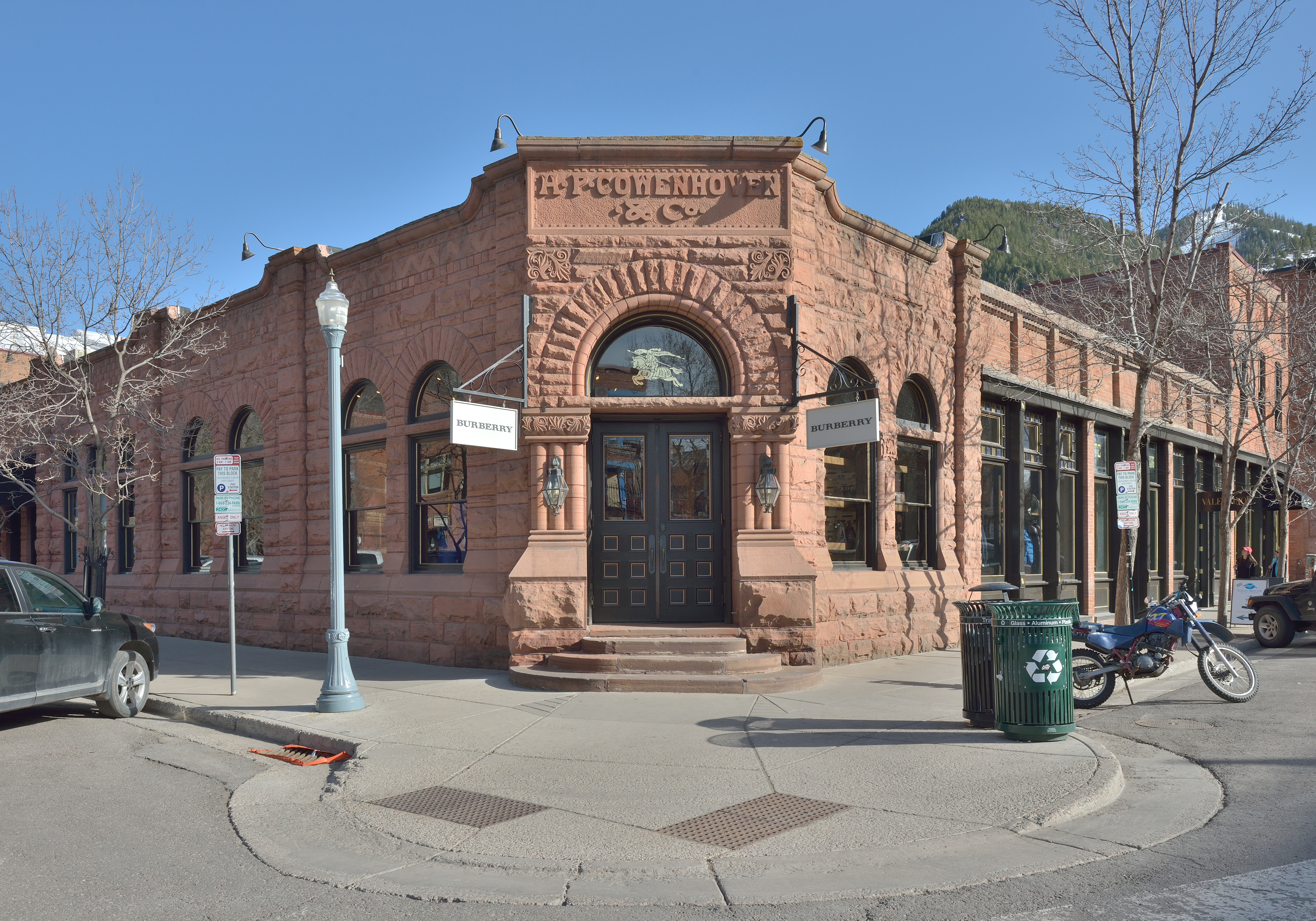
Cowenhoven Ute City Banque building
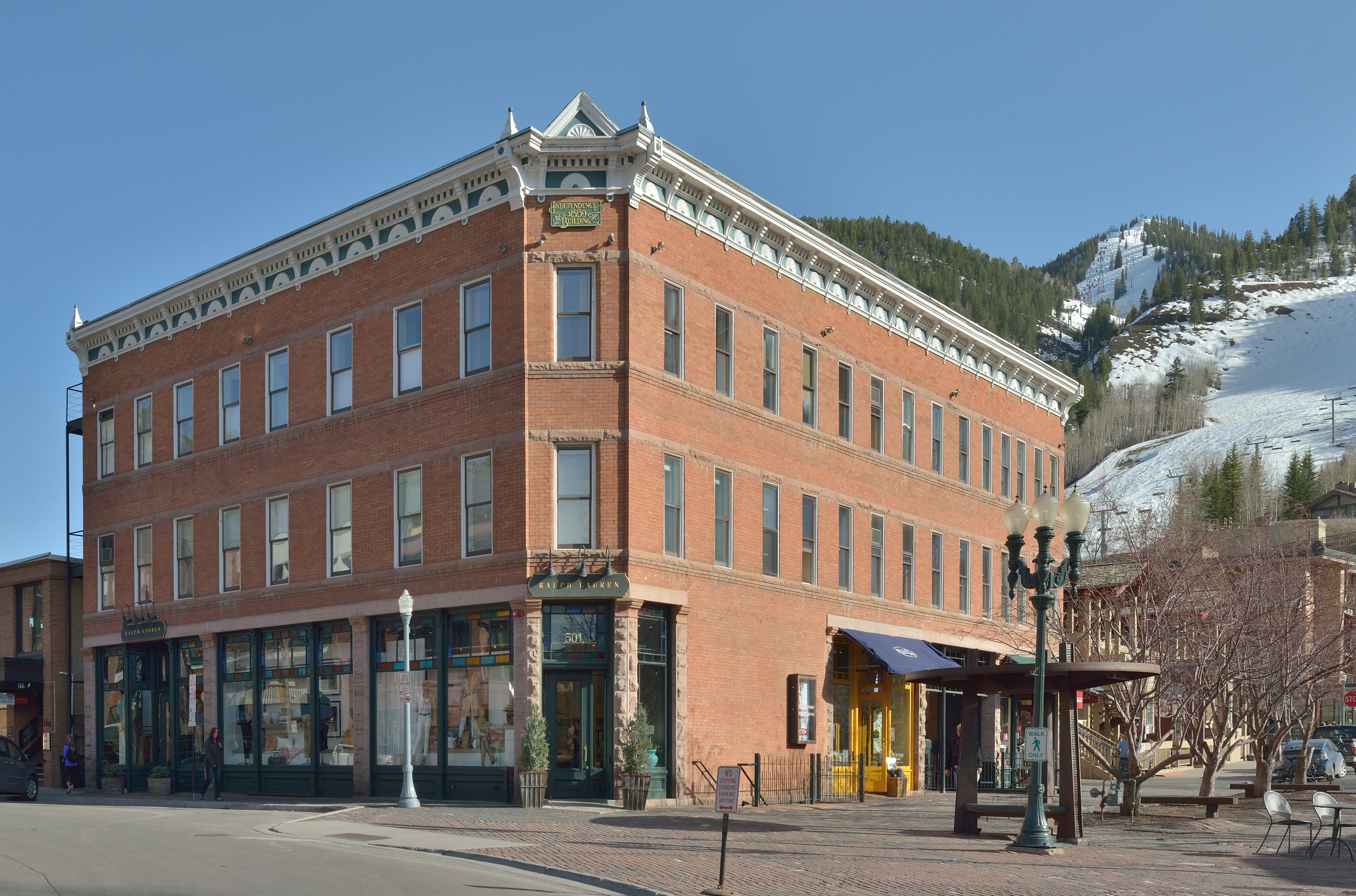
Independence building
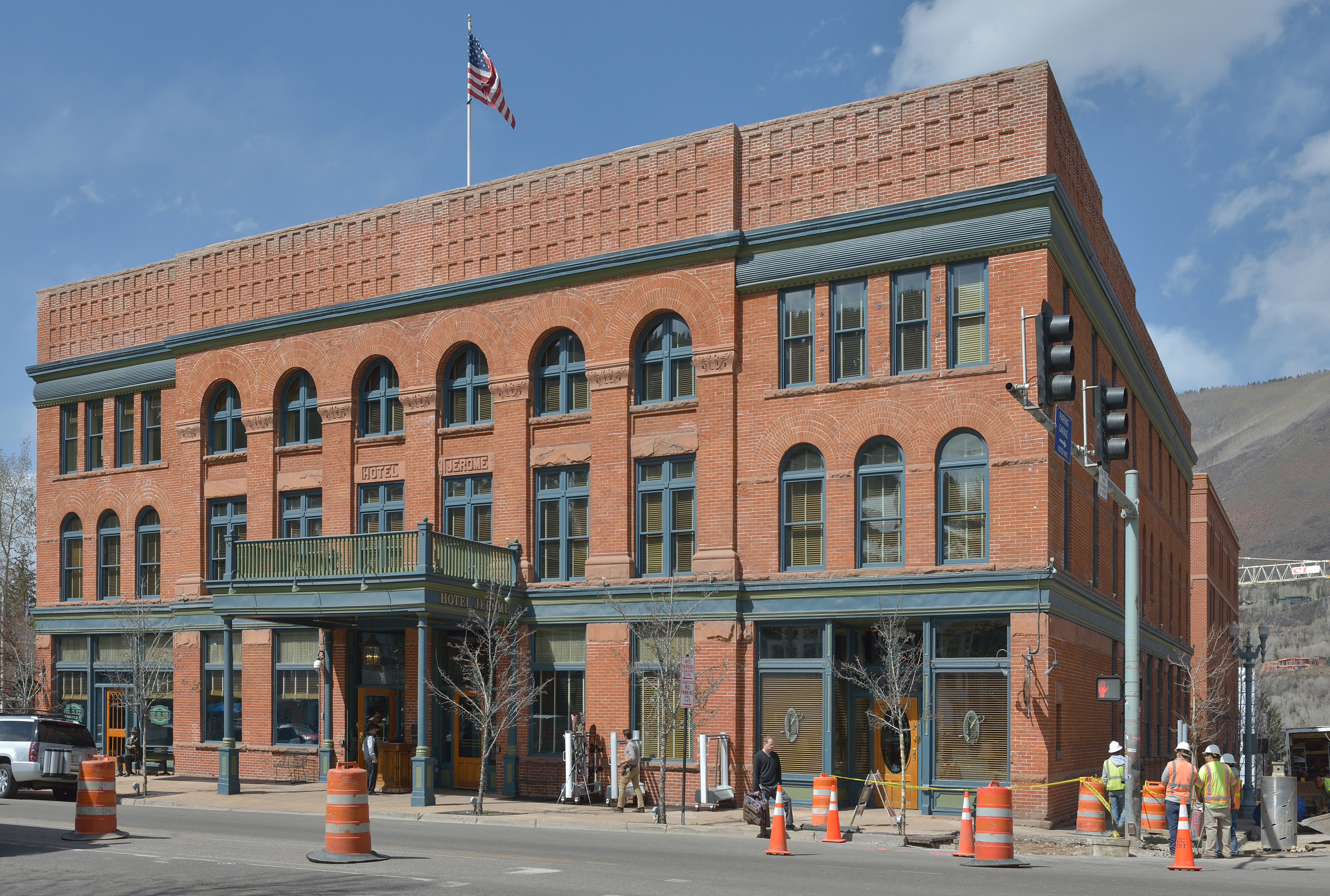
Hotel Jerome
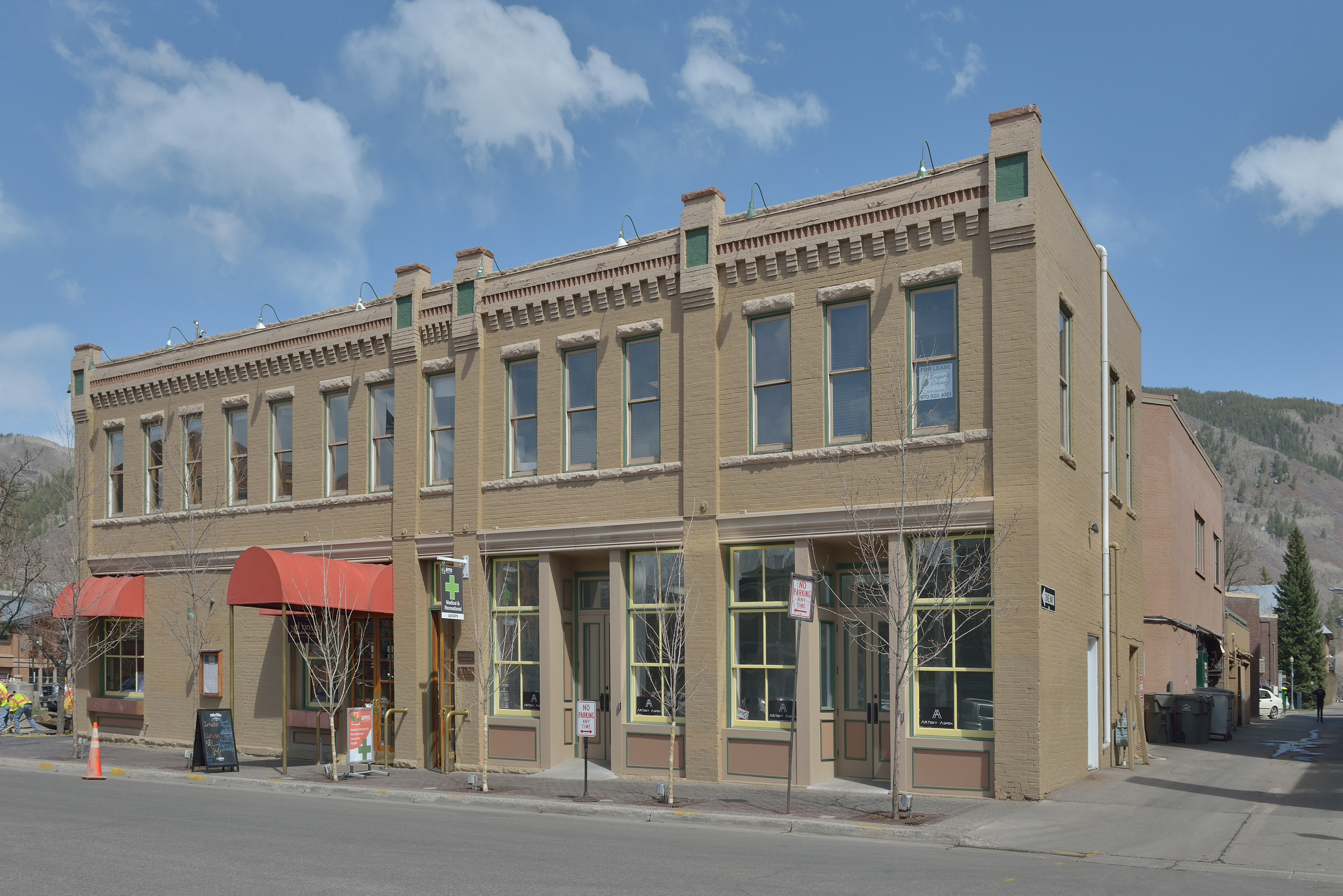
Gebäude an South Mill street und Main street

## Sport
Seit den 6. jährlichen Winter-X-Games im Jahre 2002 finden die Wettbewerbe in Aspen statt.
Außerdem finden jährlich Ende November in Aspen zwei Wettkämpfe des Alpinen Skiweltcups (meist Riesenslalom und Slalom) der Damen statt.

## Infrastruktur
Bei Aspen liegt der Aspen/Pitkin County Airport, von dort gibt es Verbindungen zum Denver International Airport.

## Städtepartnerschaften
Aspen unterhält sechs Städtepartnerschaften:
- Chamonix-Mont-Blanc, Frankreich
- Davos, Schweiz
- Garmisch-Partenkirchen, Deutschland, seit 1966
- Queenstown, Neuseeland
- San Carlos de Bariloche, Argentinien
- Shimukappu, Japan

## Persönlichkeiten

### Söhne und Töchter der Stadt
- Hazel Hunkins Hallinan (1890–1982), Chemikerin, Journalistin und Aktivistin
- Harold Ross (1892–1951), Journalist und Gründer der Zeitung The New Yorker
- Andy Mill (* 1953), Skirennläufer
- Alexi Grewal (* 1960), Radrennsportler
- Alex Wubbels (* 1976), Skifahrerin
- Jason Smith (* 1982), Snowboarder
- Jeremy Abbott (* 1985), Eiskunstläufer
- Wiley Maple (* 1990), Skirennläufer
- Alex Ferreira (* 1994), Freestyle-Skier

### Bekannte Einwohner
- Cher (* 1946), Charlie Sheen (* 1965), Kevin Costner (* 1955) und Bill Joy (* 1954) haben Häuser in Aspen.
- John Denver (1943–1997) verbrachte einen Großteil seines Lebens in Aspen.
- Lance Reventlow (1936–1972) verbrachte viel Zeit in seinem Haus in Aspen.
- Mina Loy (1882–1966), britische Schriftstellerin und Witwe des Dada-Künstlers Arthur Cravan, verbrachte hier ihre letzten Lebensjahre.
- Der österreichische Skipionier Friedl Pfeifer (1911–1995) betrieb in Aspen eine Skischule und war an der Förderung des Wintersports in der Region maßgeblich beteiligt.
- Hunter S. Thompson (1937–2005), Begründer des Gonzo-Journalismus, lebte in Aspen (Woody Creek) und kandidierte 1970 sogar für das Amt des Sheriffs.
- Lance Armstrong (* 1971) lebt und trainiert sehr oft in Aspen.
- Aron Ralston (* 1975), Bergsteiger und Autor lebt seit 2002 in Aspen. Bekannt ist er, seit er fünf Tage im Blue John Canyon (Utah) aufgrund eines Felsbrockens eingesperrt war und sich selbst den Arm amputierte.
- Claudine Longet (* 1942), französische ehemalige Sängerin und Schauspielerin
- Robert Wagner (* 1930) lebt zusammen mit seiner Frau Jill St. John (* 1940) seit 2007 in Aspen.
- Klaus Obermeyer (* 1919), deutsch-amerikanischer Textilunternehmer.

## Trivia
- Nach Aspen ist ein Marskrater benannt.

- Die US-amerikanische Filmkomödie Dumm und Dümmer (1994) wurde teilweise in Aspen gedreht.
- Der Ich-Erzähler von John Irvings Roman „Der letzte Sessellift“ wurde im Hotel Jerome in Aspen gezeugt.[4]
- Im Film Moonfall floh die Familie von Brian Harper (Patrick Wilson) vor den Auswirkungen des sich nähernden Mondes nach Aspen